# Bridges (Alika-dal)
A Bridges (magyarul: Hidak) az észt Alika dala, mellyel Észtországot képviselte a 2023-as Eurovíziós Dalfesztiválon Liverpoolban. A dal 2023. február 11-én, az észt nemzeti döntőben, az Eesti Laulban megszerzett győzelemmel érdemelte ki a dalversenyen való indulás jogát.

## Eurovíziós Dalfesztivál
2022. november 1-én az Eesti Rahvusringhääling bejelentette, hogy az énekesnő résztvevője lesz a 2023-as Eesti Laul észt eurovíziós nemzeti válogatónak. Versenydalát a január 14-i második elődöntőben adta elő először, ahonnan sikeresen továbbjutott a döntőbe. A február 11-én rendezett döntőben a nemzetközi zsűri és a nézők szavazatai alapján megnyerte a válogatóműsort, így ő képviselheti hazáját az Eurovíziós Dalfesztiválon.
A dalfesztivál előtt Varsóban, Tel-Avivban, Madridban, Amszterdamban és Londonban eurovíziós rendezvényeken népszerűsítette versenydalát.
A dalt először a május 11-én rendezett második elődöntőben fellépési sorrendben negyedikként adta elő a Romániát képviselő Theodor Andrei D.G.T. (Off and On) című dala után és a Belgiumot képviselő Gustaph Because of You című dala előtt. Az elődöntőből tizedik helyezettként sikeresen továbbjutott a május 13-i döntőbe, ahol fellépési sorrendben tizenkettedikként lépett fel, az Olaszországot képviselő Marco Mengoni Due vite című dala után és a Finnországot képviselő Käärijä Cha Cha Cha című dala előtt. A zsűri szavazáson az ötödik helyen végzett 146 ponttal (Lettországtól maximális pontot kapott), míg a nézői szavazáson a tizenkilencedik helyen végzett 22 ponttal, így összesítésben 168 ponttal a verseny nyolcadik helyezettje lett.
A következő észt induló a 5miinust és Puuluup formációjának (Nendest) narkootikumidest ei tea me (küll) midagi című dala volt a 2024-es Eurovíziós Dalfesztiválon.

### Kapott pontok
Második elődöntő
| Szavazat | Össz | Szavazó országok | Szavazó országok | Szavazó országok | Szavazó országok | Szavazó országok | Szavazó országok | Szavazó országok | Szavazó országok | Szavazó országok | Szavazó országok | Szavazó országok | Szavazó országok | Szavazó országok | Szavazó országok | Szavazó országok | Szavazó országok   | Szavazó országok | Szavazó országok | Szavazó országok    |
| Szavazat | Össz | Dánia            | Örményország     | Románia          | Belgium          | Ciprus           | Izland           | Görögország      | Lengyelország    | Szlovénia        | Grúzia           | San Marino       | Ausztria         | Albánia          | Litvánia         | Ausztrália       | Egyesült Királyság | Spanyolország    | Ukrajna          | A Világ többi része |
| -------- | ---- | ---------------- | ---------------- | ---------------- | ---------------- | ---------------- | ---------------- | ---------------- | ---------------- | ---------------- | ---------------- | ---------------- | ---------------- | ---------------- | ---------------- | ---------------- | ------------------ | ---------------- | ---------------- | ------------------- |
| Nézők    | 74   | 1                | 6                | 5                | 2                | 3                | 3                | 3                | 2                | 5                | 2                | 10               | 3                | 2                | 10               | 4                | 2                  | 1                | 8                | 2                   |

Döntő
| Zsűri | 146 | 5 | 6 | 12 |   |  | 7 |  | 10 | 1 |  |  |   |  | 10 | 8 | 3 |  | 8 | 8 |  |  |  |  | 10 | 8 |  | 7 | 5 | 2 | 5 | 2 | 10 |  | 8 | 5 | 6 |  |
| Nézők | 22  |   |   | 6  | 5 |  |   |  |    |   |  |  | 6 |  |    |   |   |  |   |   |  |  |  |  |    |   |  |   |   |   |   |   |    |  |   | 5 |   |  |

## Dalszöveg
| There is always time To get back on track Tearing down the walls Slowly every step Now I see myself Building up a world of bridges – A dal refrénje | Mindig van idő Visszatérni a pályára Lebontani a falakat Lassan minden darabot Már látom magam Ahogy felépítek egy világot hidakkal – A dal refrénje magyarul |

## Galéria

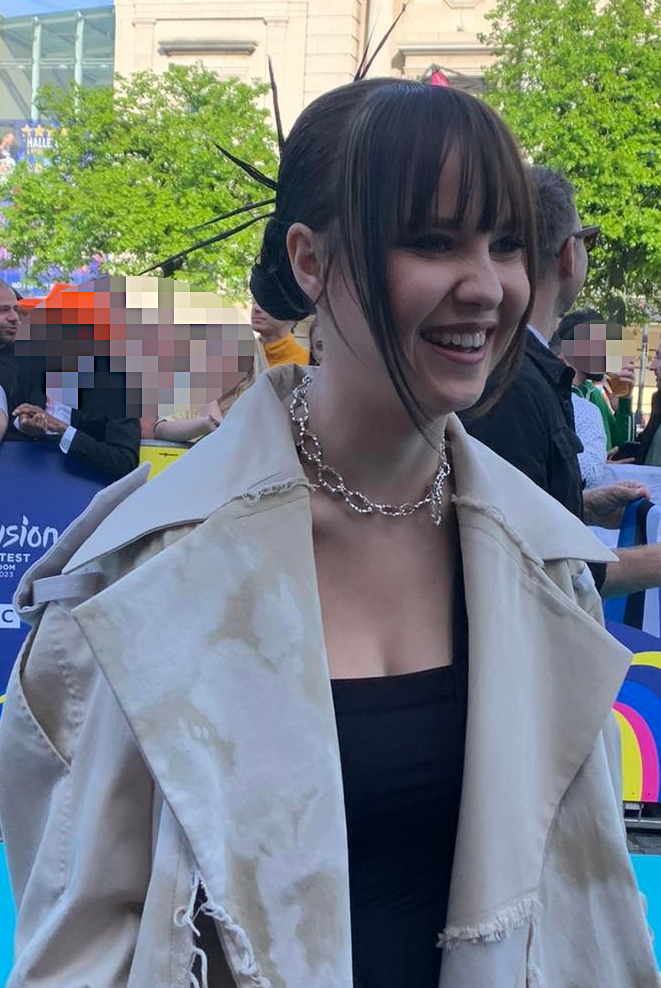
A megnyitóünnepségen
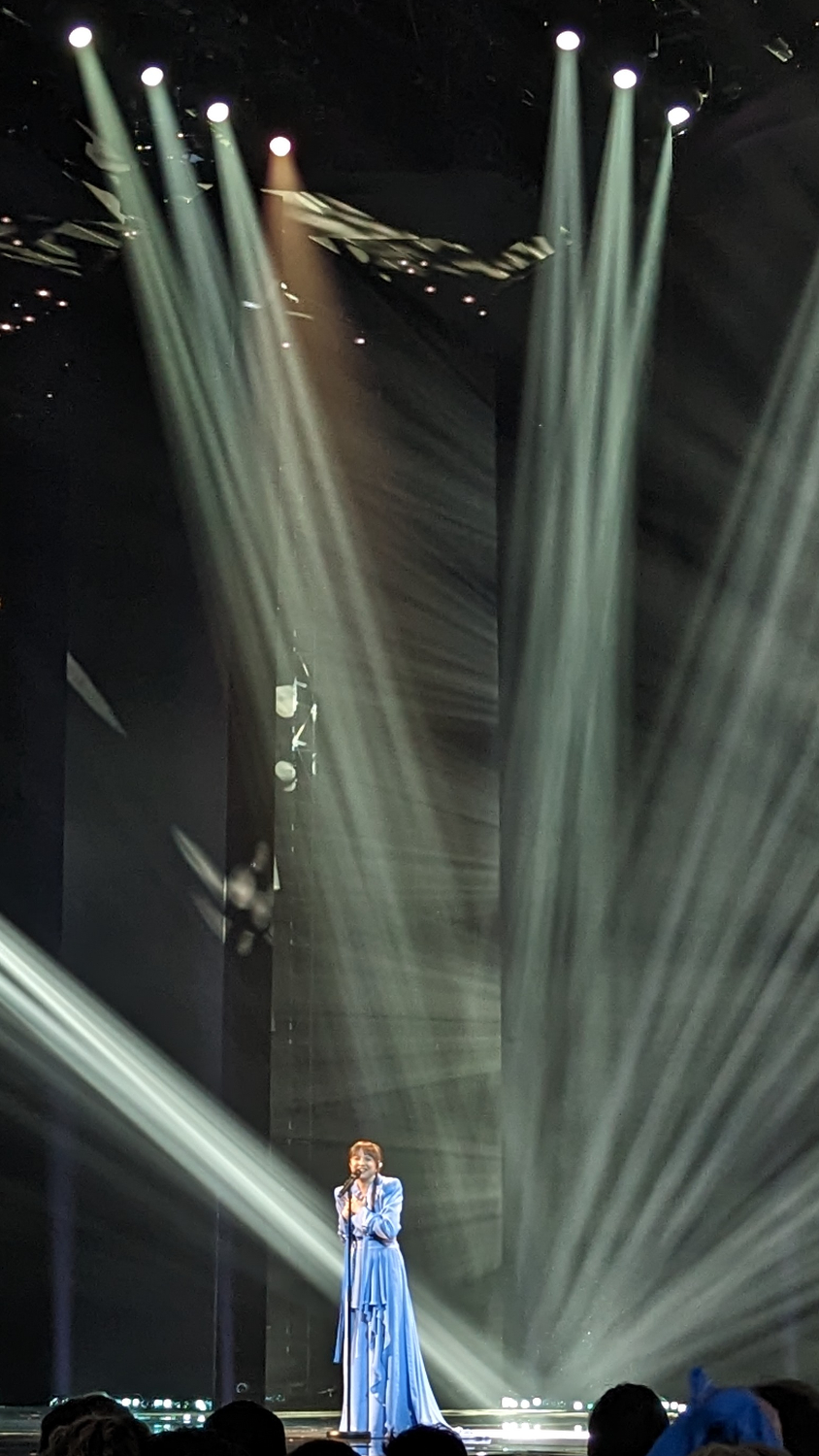
Az elődöntőben
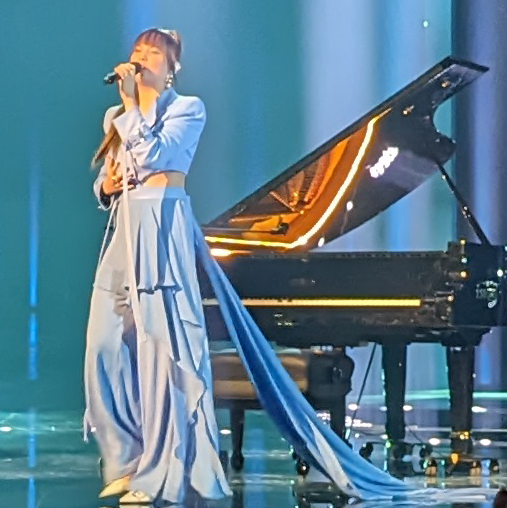
A döntőben